# Rue Varet
La rue Varet est une voie du 15e arrondissement de Paris, en France.

## Situation et accès
La rue Varet est une voie publique située dans le 15e arrondissement de Paris. Elle débute au 197 bis, rue Saint-Charles et se termine au 154-164, rue de Lourmel.

## Origine du nom
Cette voie est nommée d'après le nom du propriétaire des terrains sur lesquels elle a été ouverte, monsieur Jean Varet.

## Historique
La voie est ouverte vers 1914 sous le nom de « passage Varet », puis de « rue Jean-Varet », avant de prendre sa dénomination actuelle[Quand ?].

## Photos

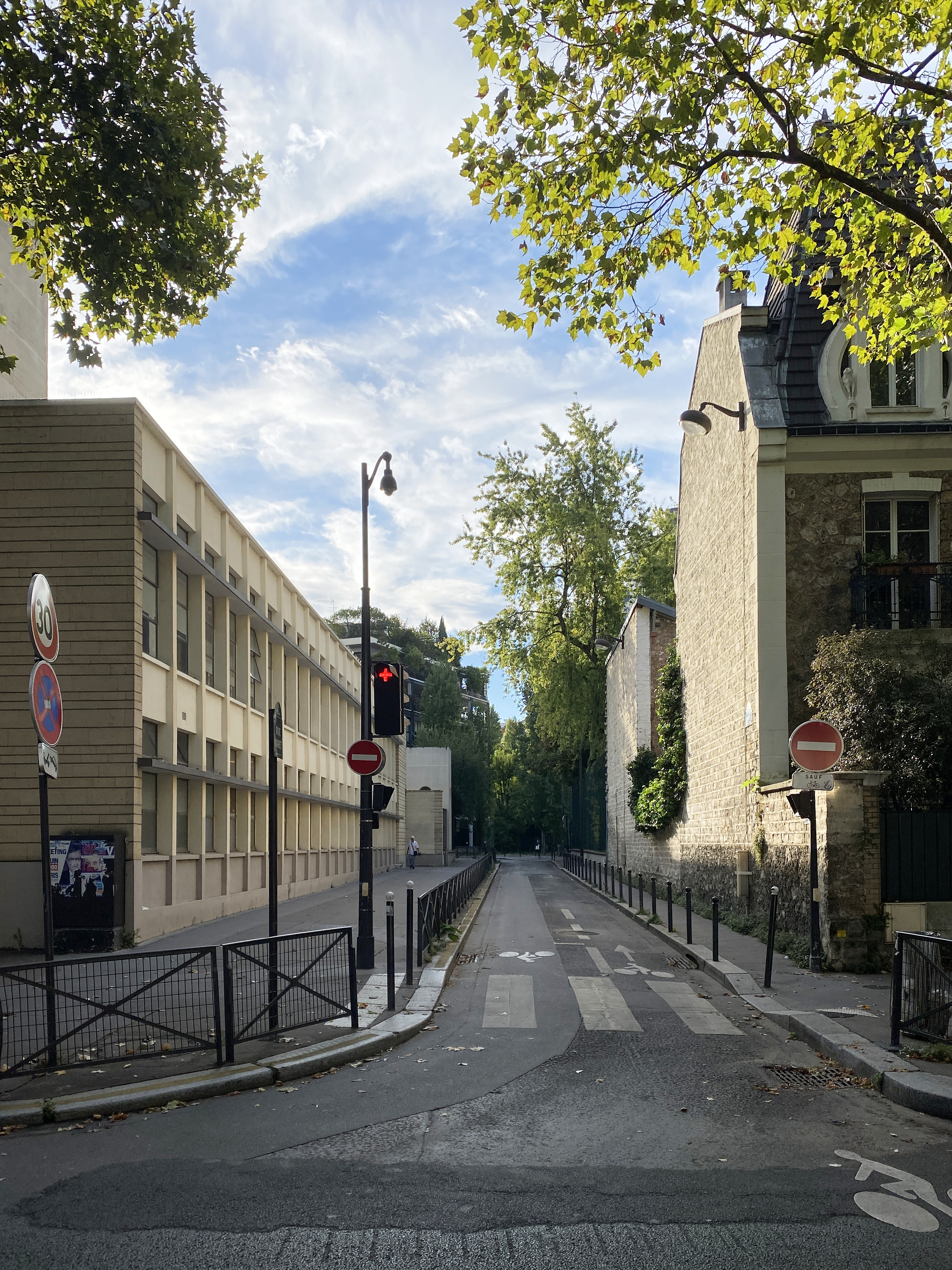
Rue Varet depuis la rue Saint-Charles.
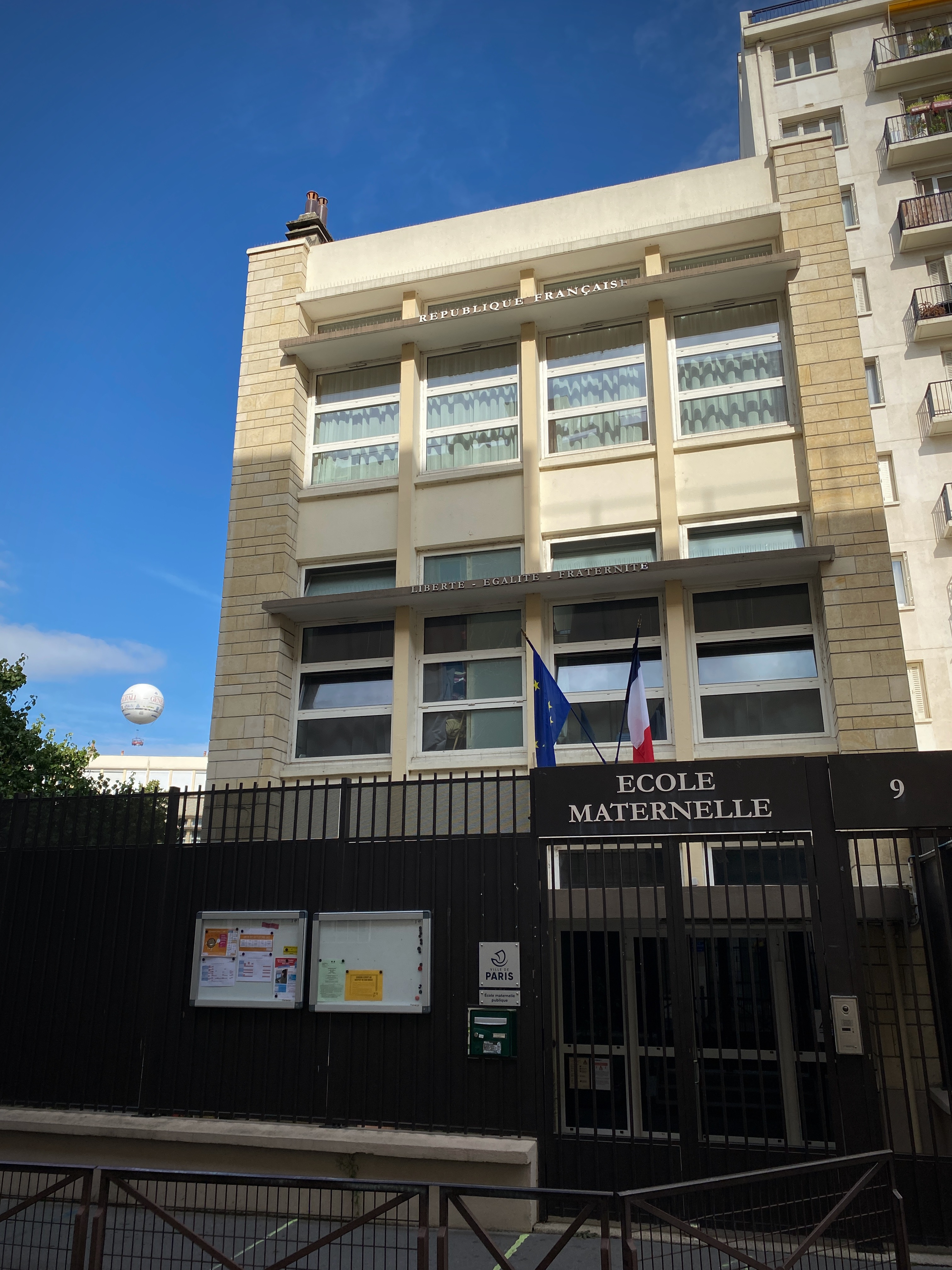
École maternelle Varet, 9 rue Varet.
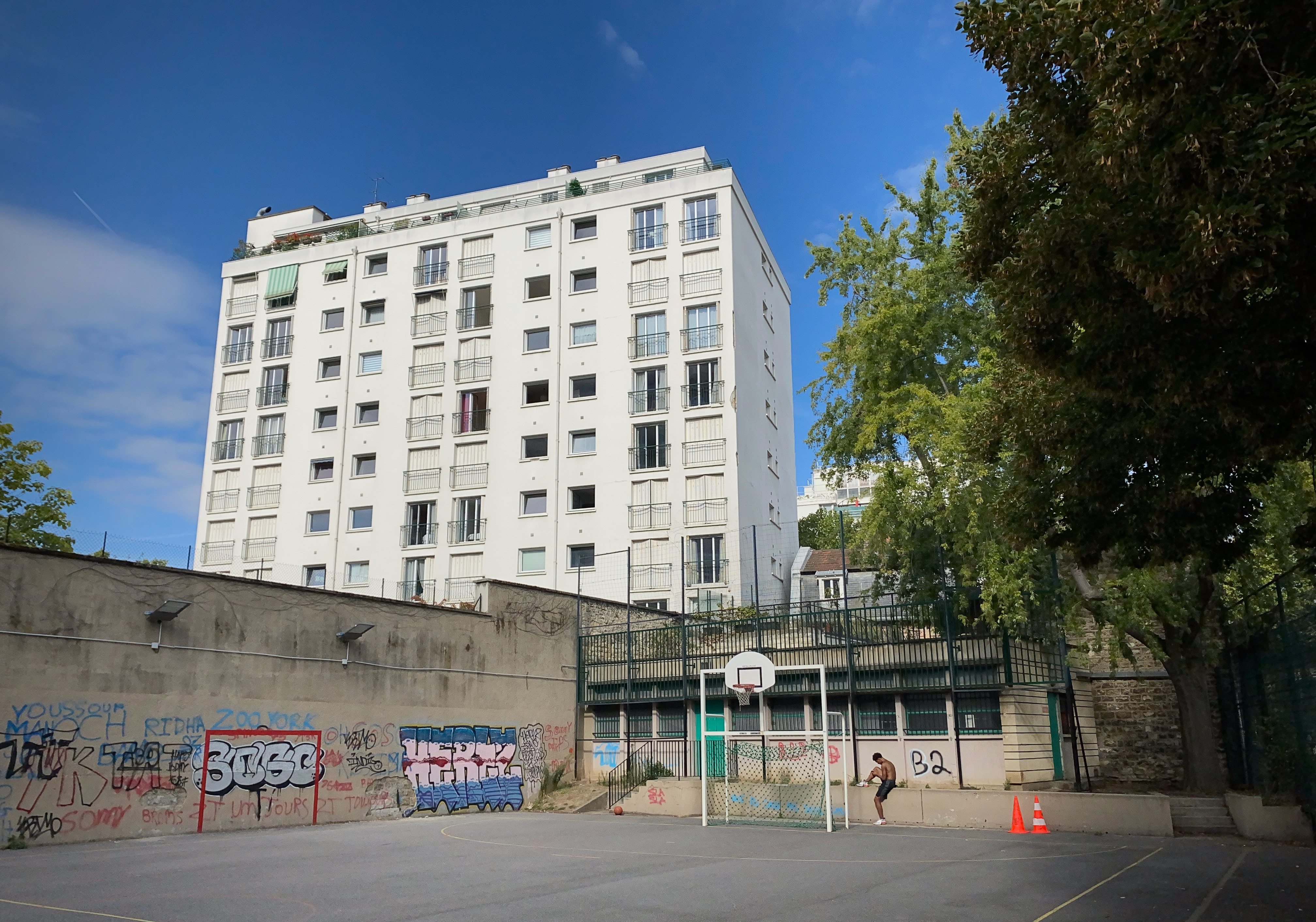
Terrain d'éducation physique Varet, rue Varet.
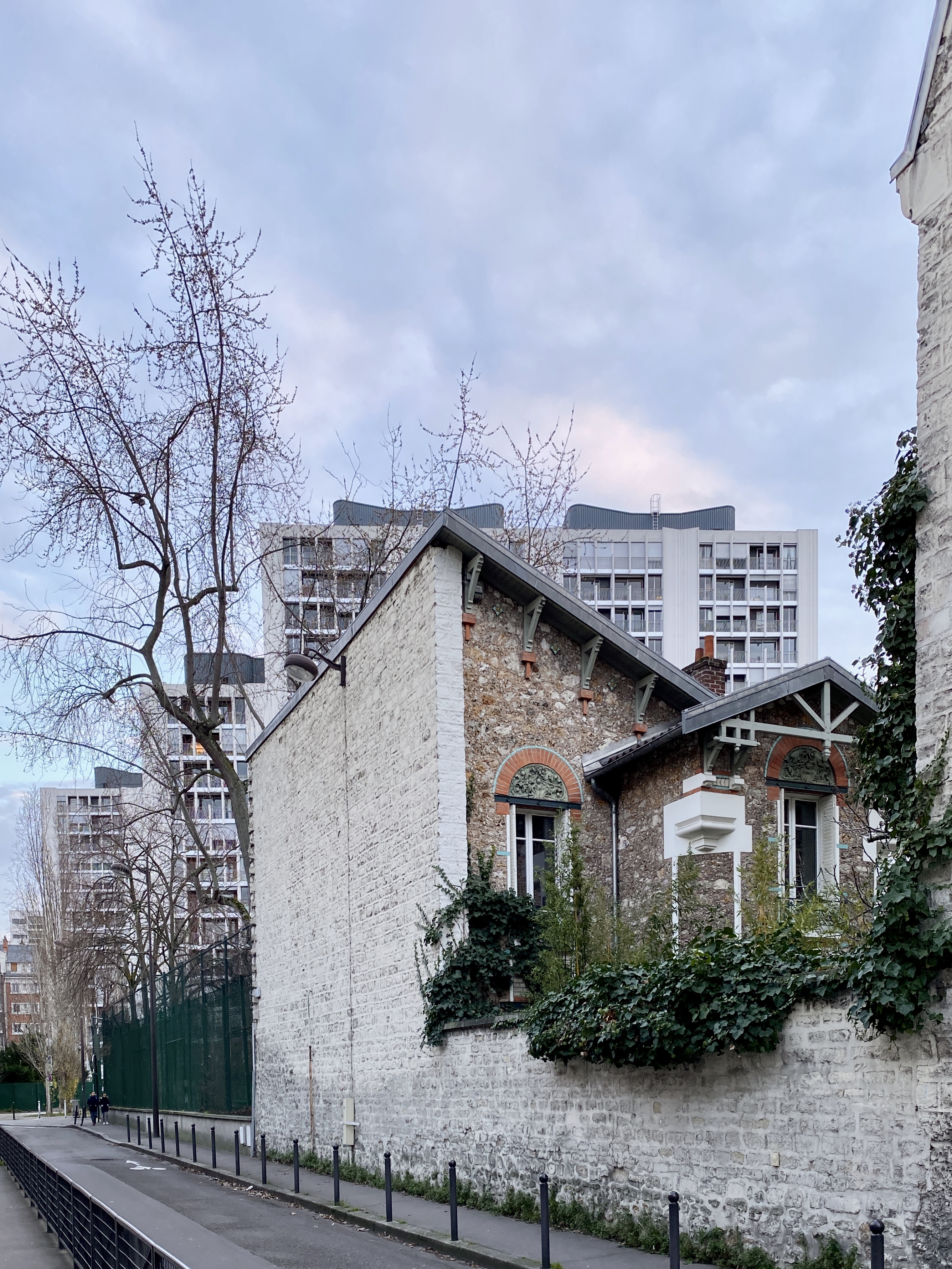
Rue Varet depuis la rue Saint-Charles.